# Sheraton (centro clandestino de detención)
Sheraton (o Embudo) fue un centro clandestino de detención que funcionó en la Comisaría de Villa Insuperable en la ciudad de Lomas del Mirador, ubicada en la esquina de las calles Tapalqué y Quintana casi Rosas, ex Provincias Unidas, a 4 cuadras de Avenida General Paz, partido de La Matanza, Provincia de Buenos Aires, Argentina. En el organigrama de la represión dependía del I Cuerpo de Ejército a través del Grupo de Artillería de Defensa Aérea 101 sito en Ciudadela.
En este centro estuvieron detenidos, entre otros, el sociólogo Roberto Carri, el escritor Héctor Germán Oesterheld, el cineasta Pablo Szir y la docente Ana Caruso.